# کاپوستین یار
کاپوستین یار (روسی: Капустин Яр) نام یک پایگاه توسعه و پرتاب موشک در استان آستراخان روسیه است که میان شهرهای ولگوگراد و آستراخان قرار دارد. این شهر امروزه به نام زنامنسک شناخته می‌شود و در زمان اتحاد جماهیر شوروی سوسیالیستی در سال ۱۹۴۶ با استفاده از فناوری، مواد و پشتیبانی علمی به‌دست‌آمده از شکست آلمان نازی پایه‌گذاری شد. موشک‌های آزمایشی متعددی مانندماهواره‌ها و موشک‌های ژرفاسنج توسط ارتش شوروی به این پایگاه منتقل شد.